# Vantage GreenVan
Vantage GreenVan – elektryczny samochód dostawczo-osobowy klasy miejskiej produkowany pod amerykańską marką Vantage w latach 2009–2019.

## Historia i opis modelu

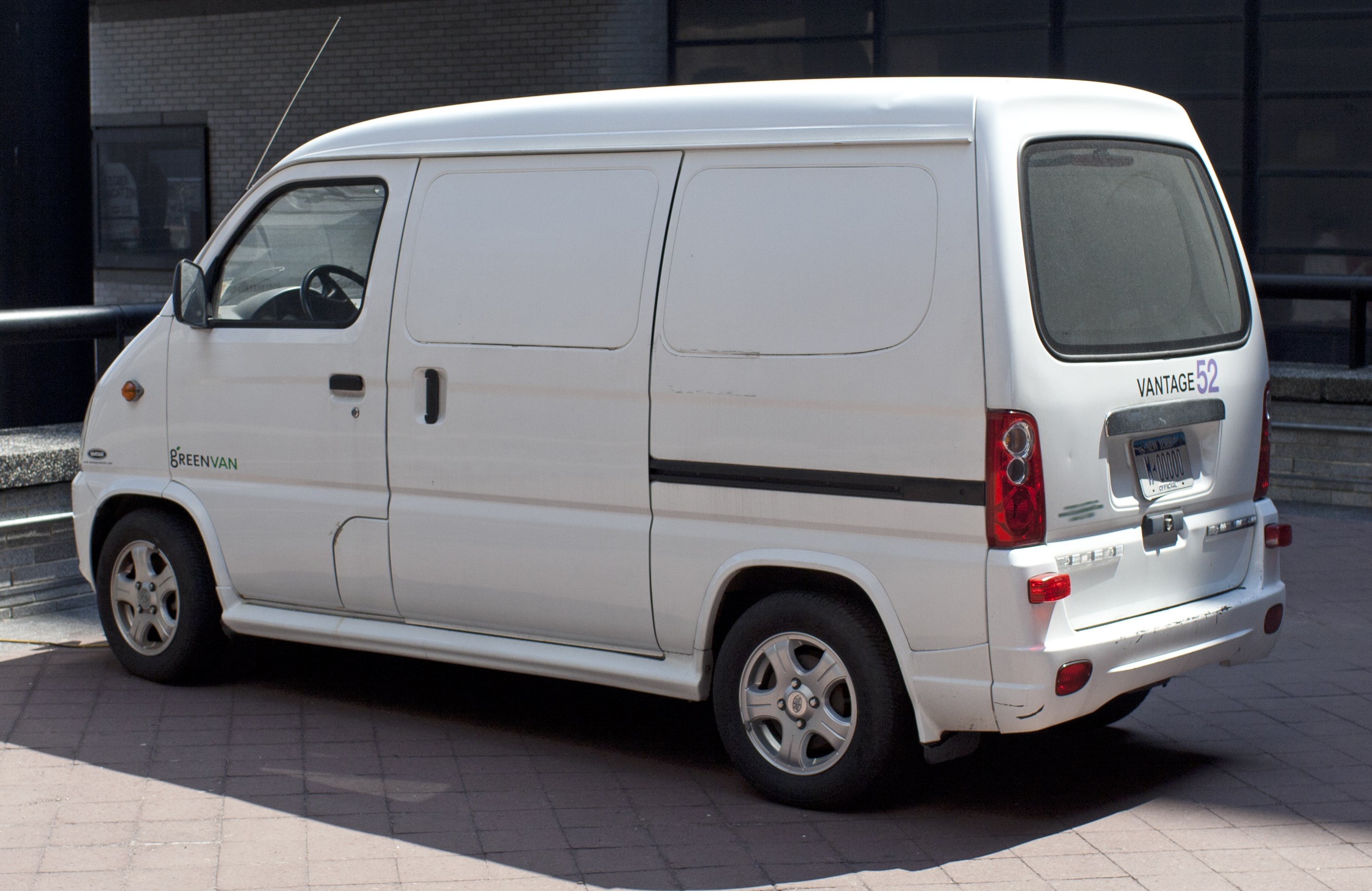
Vantage GreenVan - tył

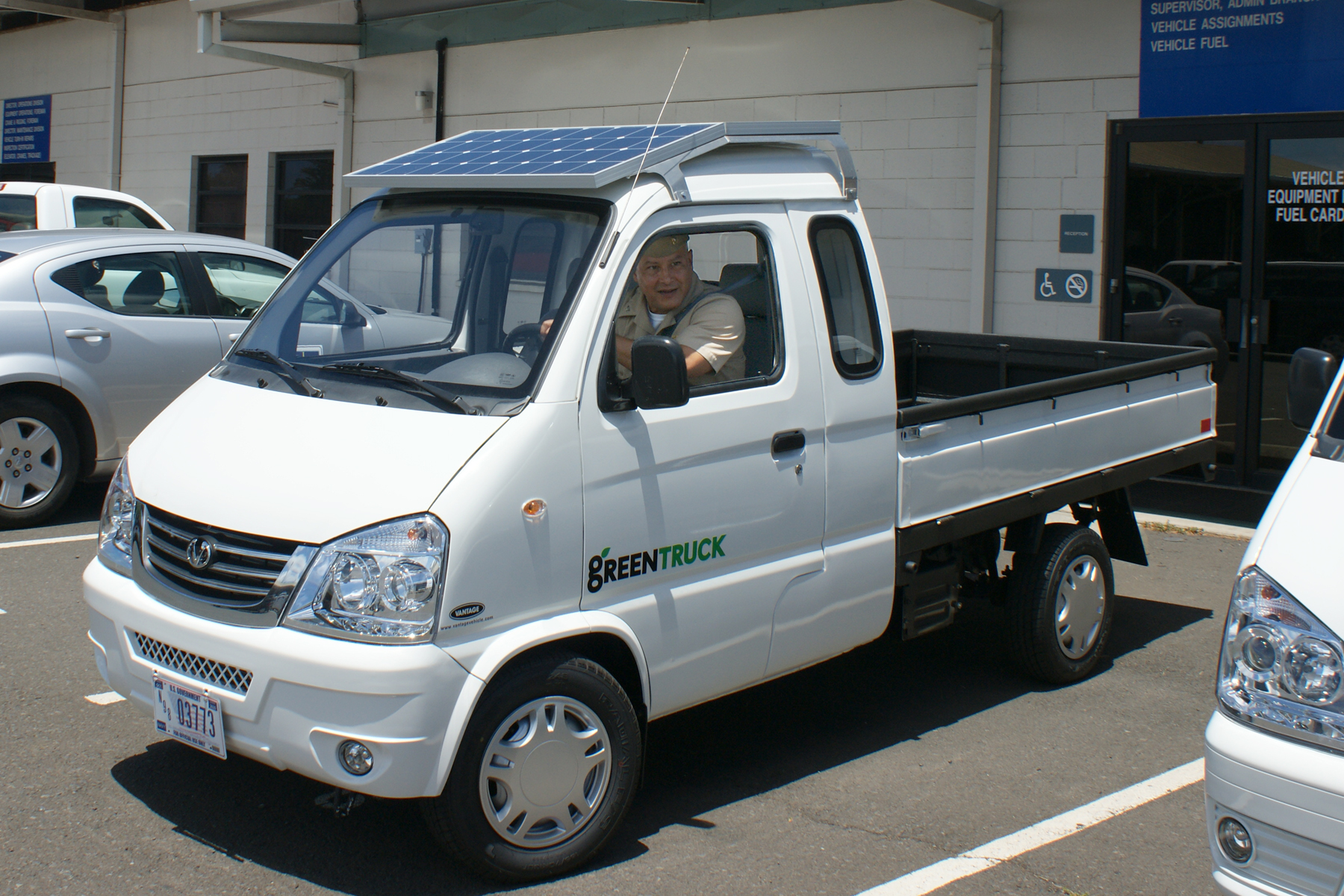
Vantage GreenTruck

Pod koniec pierwszej dekady XXI wieku amerykańskie przedsiębiorstwo Vantage specjalizujące się dotąd w elektrycznych układach napędowych zdecydowało się wprowadzić do sprzedaży importowane z Chin dostawczo-osobowe pojazdy konstrukcji FAW.
Odmiana z dwubryłowym nadwoziem typu furgon lub minivan otrzymała nazwę Vantage GreenVan, z kolei pickup charakteryzujący się skrzyniową zabudową nazwany został Vantage GreenTruck. W czasie, gdy odmiana dostawcza może przewieźć pięciu pasażerów, tak mikrovan posiada 7 miejsc, z kolei pickup 2 lub 5 w przypadku wydłużonej odmiany.

### Sprzedaż
Rodzina małych samochodów dostawczych marki Vantage importowana była z myślą o wewnętrznym rynku Stanów Zjednoczonych, gdzie oferowana ona była w różnych regionach kraju dzięki rozbudowanej po 2009 roku sieci autoryzowanych punktów dealerskich.

### Dane techniczne
Rodzina modelowa GreenVan i GreenTruck to samochody w pełni elektryczne, które są pojazdami przystosowanymi do rozwijania niskich prędkości. Silnik elektryczny pozwala rozpędzić się maksymalnie do 56 km/h, z kolei akumulatory na jednym ładowaniu umożliwiają przejechanie do 105 kilometrów na jednym ładowaniu.